# Sceaux-d'Anjou
Sceaux-d'Anjou és un municipi francès situat al departament de Maine i Loira i a la regió de País del Loira. L'any 2007 tenia 781 habitants.

## Demografia

### Població
El 2007 la població de fet de Sceaux-d'Anjou era de 781 persones. Hi havia 265 famílies de les quals 32 eren unipersonals (16 homes vivint sols i 16 dones vivint soles), 90 parelles sense fills, 131 parelles amb fills i 12 famílies monoparentals amb fills.
La població ha evolucionat segons el següent gràfic:
Habitants censats

### Habitatges
El 2007 hi havia 295 habitatges, 272 eren l'habitatge principal de la família, 11 eren segones residències i 11 estaven desocupats. 293 eren cases i 2 eren apartaments. Dels 272 habitatges principals, 220 estaven ocupats pels seus propietaris, 49 estaven llogats i ocupats pels llogaters i 3 estaven cedits a títol gratuït; 12 tenien dues cambres, 28 en tenien tres, 65 en tenien quatre i 167 en tenien cinc o més. 222 habitatges disposaven pel capbaix d'una plaça de pàrquing. A 90 habitatges hi havia un automòbil i a 169 n'hi havia dos o més.

### Piràmide de població
La piràmide de població per edats i sexe el 2009 era:
| Homes | Edats   | Dones |
| ----- | ------- | ----- |
| 0     | 95 o +  | 0     |
| 4     | 90 a 94 | 0     |
| 0     | 85 a 89 | 8     |
| 4     | 80 a 84 | 4     |
| 12    | 75 a 79 | 20    |
| 4     | 70 a 74 | 4     |
| 12    | 65 a 69 | 8     |
| 4     | 60 a 64 | 16    |
| 4     | 55 a 59 | 4     |
| 40    | 50 a 54 | 24    |
| 36    | 45 a 49 | 40    |
| 32    | 40 a 44 | 24    |
| 24    | 35 a 39 | 28    |
| 36    | 30 a 34 | 32    |
| 4     | 25 a 29 | 12    |
| 12    | 20 a 24 | 8     |
| 32    | 15 a 19 | 36    |
| 20    | 10 a 14 | 28    |
| 32    | 5 a 9   | 36    |
| 8     | 0 a 4   | 20    |

## Economia
El 2007 la població en edat de treballar era de 511 persones, 402 eren actives i 109 eren inactives. De les 402 persones actives 376 estaven ocupades (198 homes i 178 dones) i 25 estaven aturades (11 homes i 14 dones). De les 109 persones inactives 38 estaven jubilades, 46 estaven estudiant i 25 estaven classificades com a «altres inactius».

### Ingressos
El 2009 a Sceaux-d'Anjou hi havia 325 unitats fiscals que integraven 929,5 persones, la mediana anual d'ingressos fiscals per persona era de 18.621 €.

### Activitats econòmiques
Dels 25 establiments que hi havia el 2007, 7 eren d'empreses de construcció, 7 d'empreses de comerç i reparació d'automòbils, 3 d'empreses de transport, 1 d'una empresa d'hostatgeria i restauració, 1 d'una empresa d'informació i comunicació, 1 d'una empresa financera, 2 d'empreses immobiliàries, 1 d'una empresa de serveis, 1 d'una entitat de l'administració pública i 1 d'una empresa classificada com a «altres activitats de serveis».
Dels 6 establiments de servei als particulars que hi havia el 2009, 2 eren paletes, 1 guixaire pintor, 1 fusteria i 2 lampisteries.
L'únic establiment comercial que hi havia el 2009 era una botiga de més de 120 m².
L'any 2000 a Sceaux-d'Anjou hi havia 36 explotacions agrícoles que ocupaven un total de 804 hectàrees.

## Equipaments sanitaris i escolars
El 2009 hi havia 2 escoles elementals.

## Poblacions més properes
El següent diagrama mostra les poblacions més properes.